# Pfarrkirche Greifenburg

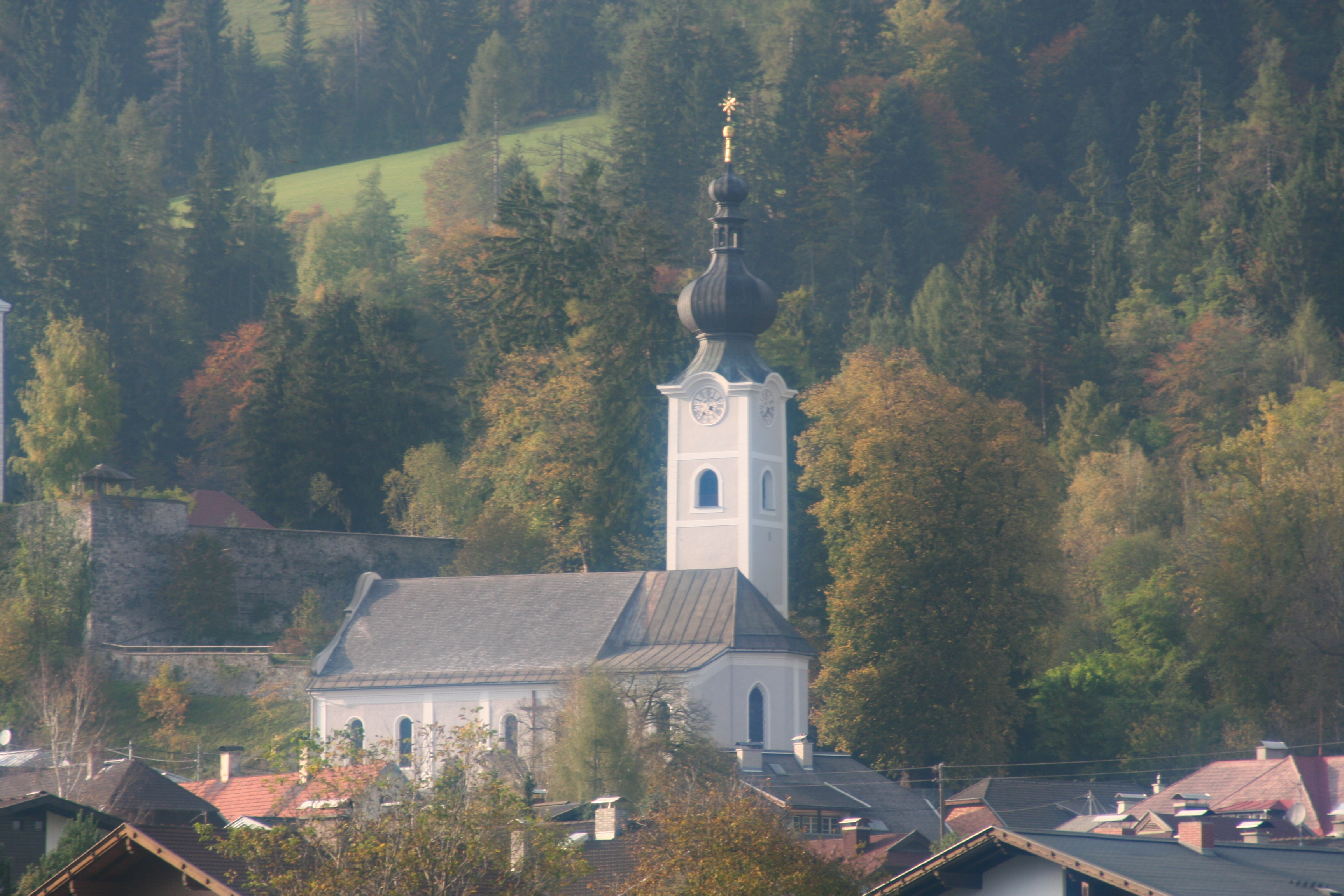
Katholische Pfarrkirche hl. Katharina in Greifenburg

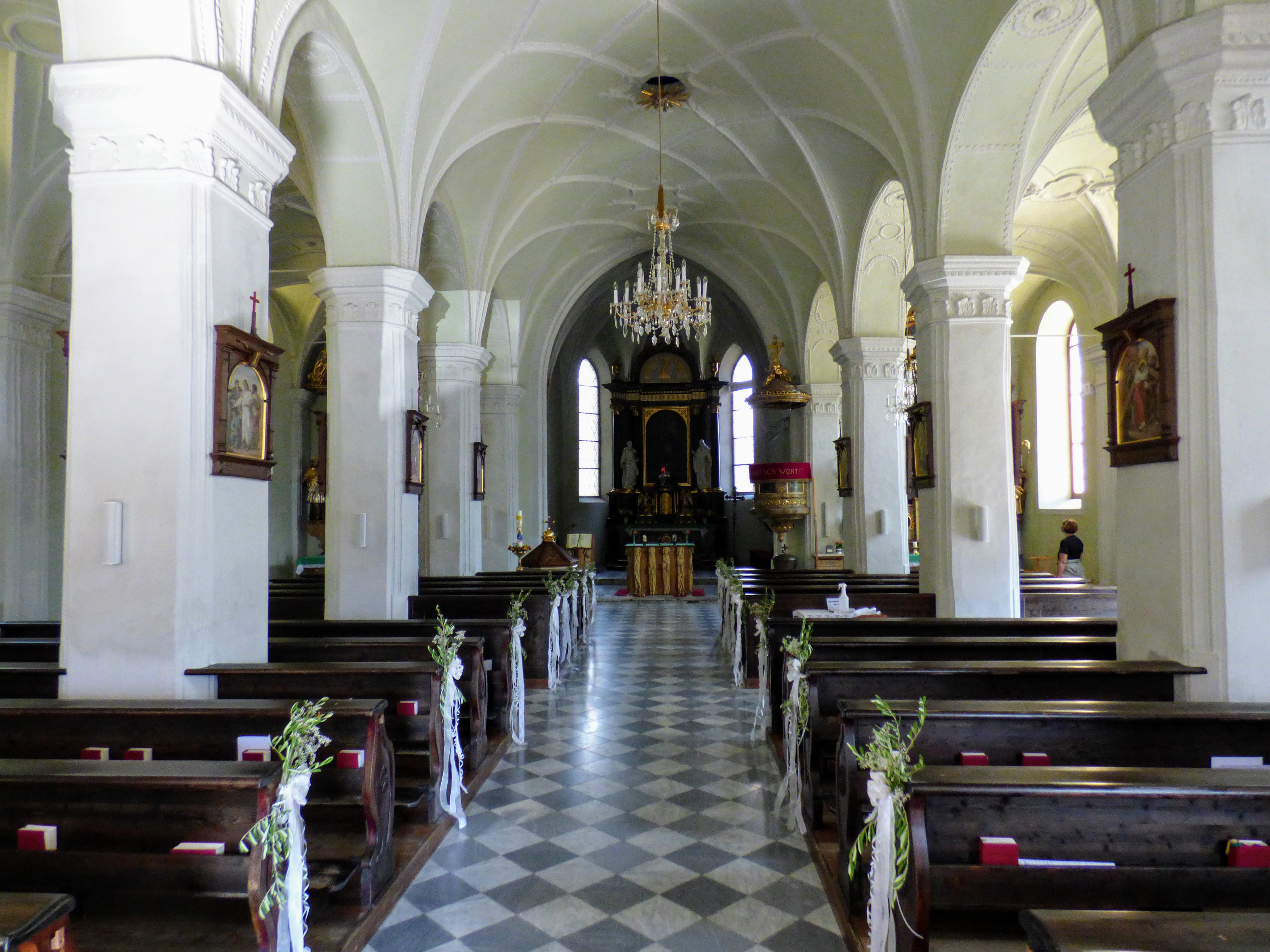
Langhaus, Blick zum Chor

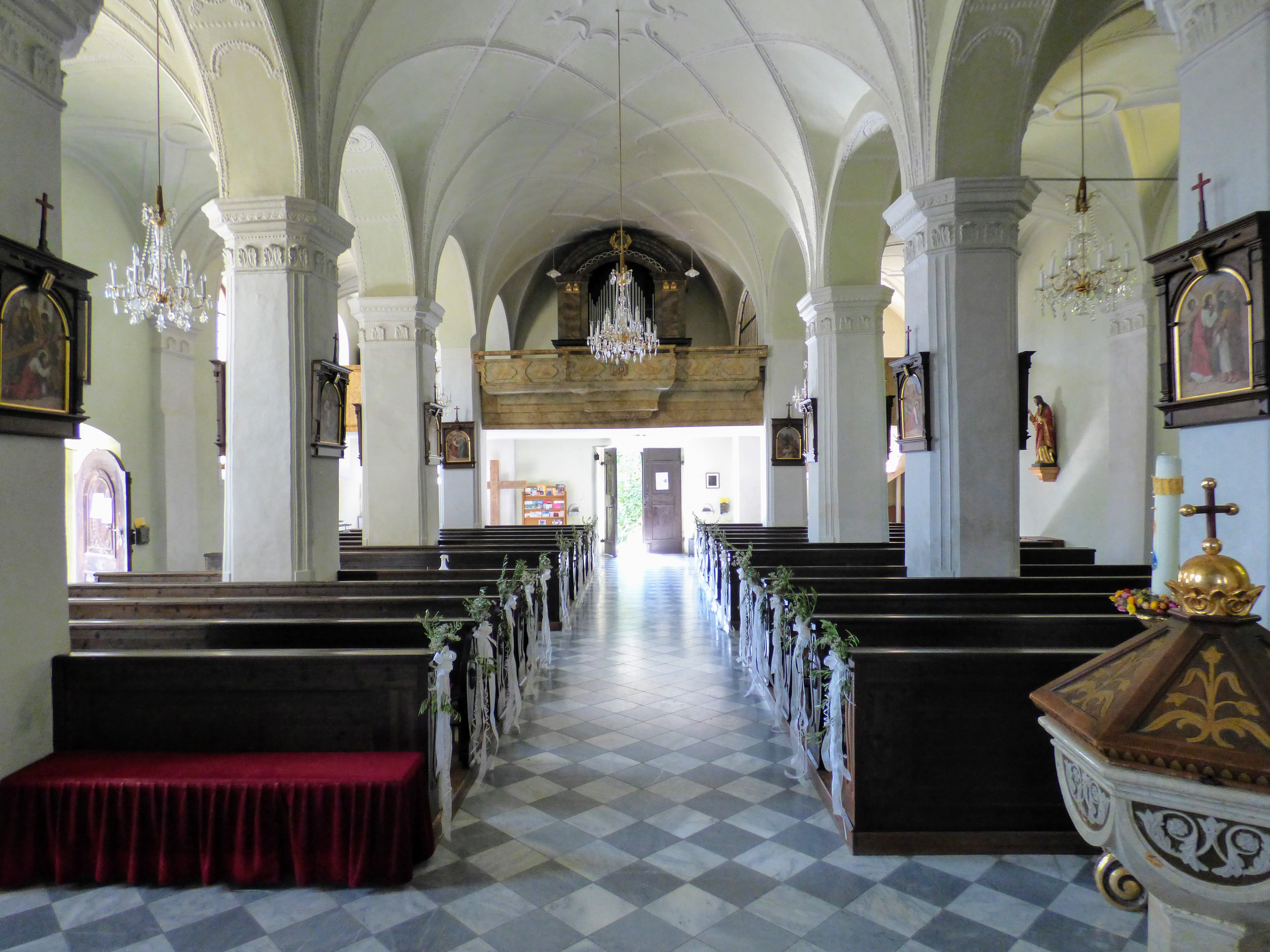
Langhaus, Blick zur Empore

Die römisch-katholische Pfarrkirche Greifenburg steht in der Marktgemeinde Greifenburg im Bezirk Spittal an der Drau in Kärnten. Die dem Patrozinium des hl. Katharina von Alexandrien unterstellte Pfarrkirche gehört zum Dekanat Greifenburg in der Diözese Gurk-Klagenfurt. Die Kirche steht unter Denkmalschutz (Listeneintrag).

## Geschichte
Urkundlich wurde 1229 eine Kirche genannt. Der Chor wurde 1516 geweiht. 1521 wurde die Kirche vom Baumeister Lorenz Rieder vollendet.
Der spätgotische Kirchenbau wurde barock verändert und mit der Jahreszahl 1697 am Triumphbogen bezeichnet. 1851 fand eine Restaurierung statt. 1996 wurden umfangreiche Untersuchungen und teilweise Freilegungen der Raumfassungen aus 1840 im Kircheninneren durchgeführt. 1999 war eine Innenrestaurierung.

## Architektur
Das Kirchenäußere ist mit Pilastern und einem Mäanderfries klassizistisch gegliedert, die dreiachsige Westfront mit zwei Geschoßen, das obere ist volutengerahmt. Das Westportal mit einem geraden Sturz steht in einer Rundbogennische, darüber befindet sich eine Figur hl. Florian. Das spätgotische profilierte Südportal ist spitzbogig. Der gotische Turm steht im nördlichen Chorwinkel, er trägt einen barocken Zwiebelhelm, welcher 1986 restauriert wurde, im südlichen Chorwinkel steht ein Anbau, im Erdgeschoß mit der gotischen Sakristei und im Obergeschoß mit einem barocken Oratorium.
Das Kircheninnere zeigt ein markantes dreischiffiges fünfjochiges Hallenlanghaus mit wuchtigen Pfeilern unter barocken Tonnengewölben mit Stichkappen, barocken Wandgestaltungen mit Rundbogenfenstern. Die Gewölbefelder zeigen zarte Stuckornamente mit Eierstäben, Rosetten und Engelköpfen aus dem 17. Jahrhundert. Es gibt eine Westempore. Der spitzbogige profilierte Triumphbogen nennt auf der Ostseite 1611 und an der Westseite 1697. Der zweijochige Chor mit einem Dreiachtelschluss in der Breite und Höhe des Mittelschiffes hat ein Netzrippengewölbe auf halbrunden Vorlagen und bemalte Schlusssteine, der Chorschluss hat drei Spitzbogenfenster, in der Chornordwand befindet sich der Turmzugang mit einem geraden Sturz, in der Chorsüdwand ein barockes Sakristeiportal und darüber zwei Bogenöffnungen mit Balustraden. An der Chornordwand wurden 1998 Reste eines Freskos aufgedeckt, sie zeigten wohl die Seligen eines Weltgerichtes.

## Einrichtung
Den Hochaltar mit einer romantisierenden Säulenarchitektur schuf 1842 die Firma Stauda aus Sexten, das Mittelbild hl. Katharina in der Glorie malte Anton Fuchs aus Innichen, die Seitenfiguren zeigen die Heiligen Peter und Paul.
Der linke Seitenaltar aus dem ersten Viertel des 18. Jahrhunderts zeigt das Bild Schutzmantelmadonna und trägt die Figuren der Heiligen Johannes Nepomuk und Antonius von Padua. Der rechte Seitenaltar aus der Mitte des 18. Jahrhunderts ist ein Kreuzaltar, er trägt ein Kruzifix, Gottvater und die Heiligen Michael und Bischof.
Die Kanzel aus 1854 hat einen Unterbau vom Tischler Gabriel Tiefenbacher mit einer Fassung von Josef Obbrugger hat einen Aufgang aus der Sakristei aus der Mitte des 18. Jahrhunderts.
Im nördlichen Seitenschiff befindet sich ein Bild hl. Antonius um 1830/1840. Die Orgel aus 1854 stammt von Bartlmä Hörbiger.